# 토성초등학교 (부산)
토성초등학교는 대한민국 부산광역시 서구에 있는 공립 초등학교이다.

## 학교 연혁
- 1919년[1] 3월 1일: 부산제6공립심상소학교 개교(설립인가 2월 22일, 부산부 토성정)
- 1919년 5월 1일: 교육칙어 등본 받음
- 1923년 10월 29일: 일본 천황 사진 받음
- 1933년 4월 29일: 강당 개축, 특수실 증축
- 1945년 9월 24일: 남부민국민학교 분교장으로 복교
- 1946년 4월 18일: 부산제6국민학교로 개칭
- 1946년 5월 10일: 토성국민학교로 개칭
- 1999년 3월 1일: 충무초등학교 통합

## 고래
궈엽다.